# Isaiah Crawford
Isaiah Jordan Crawford  (Fort Worth, Texas; 1 de noviembre de 2001) es un baloncestista estadounidense que pertenece a la plantilla de los Houston Rockets de la NBA, con un contrato dual que le permite jugar además en su filial de la G League, los Rio Grande Valley Vipers. Con 1,98 metros de estatura, juega en la posición de alero.

## Trayectoria deportiva

### Universidad
Jugó cinco temporadas con los Bulldogs de la Universidad Tecnológica de Luisiana, en las que promedió 13,1 puntos, 5,3 rebotes, 2,2 asistencias y 1,6 robos de balón por partido. En su temporada junior, tras solo tres partidos, sufrió una lesión en el ligamento cruzado anterior que le hizo perderse el resto de la temporada. Ya en su último año en el equipo fue elegido Jugador del Año de la Conference USA.

#### Estadísticas
| Año     | Equipo         | PJ  | PT | MPP  | %TC  | %3P  | %TL  | RPP | APP | ROB | TPP | PPP  |
| ------- | -------------- | --- | -- | ---- | ---- | ---- | ---- | --- | --- | --- | --- | ---- |
| 2019–20 | Louisiana Tech | 16  | 10 | 21.5 | .484 | .323 | .608 | 4.3 | 1.5 | 1.4 | .1  | 8.3  |
| 2020–21 | Louisiana Tech | 32  | 21 | 26.1 | .489 | .381 | .659 | 5.1 | 1.8 | 1.0 | .7  | 11.8 |
| 2021–22 | Louisiana Tech | 3   | 3  | 21.7 | .519 | .200 | .714 | 4.7 | 1.7 | 1.3 | .3  | 11.3 |
| 2022–23 | Louisiana Tech | 32  | 32 | 29.8 | .495 | .420 | .727 | 5.3 | 2.7 | 1.9 | .7  | 13.7 |
| 2023–24 | Louisiana Tech | 32  | 32 | 32.9 | .485 | .414 | .728 | 6.2 | 2.4 | 2.1 | 1.7 | 16.3 |
| Total   | Total          | 115 | 98 | 28.2 | .490 | .393 | .699 | 5.3 | 2.2 | 1.6 | .9  | 13.1 |

### Profesional
Tras no ser elegido en el Draft de la NBA de 2024, el 3 de julio firmó un contrato dual con los Sacramento Kings, que le permite jugar además en su filial de la G League, los Stockton Kings. Debutó con Sacramento el 8 de diciembre, disputando cinco minutos ante los Utah Jazz.
Tras una temporada con los Kings, en julio de 2025, firma un contrato dual con Houston Rockets.

## Estadísticas de su carrera en la NBA

### Temporada regular
| Año     | Equipo     | PJ | PT | MPP | %TC  | %3P  | %TL  | RPP | APP | ROB | TPP | PPP |
| ------- | ---------- | -- | -- | --- | ---- | ---- | ---- | --- | --- | --- | --- | --- |
| 2024-25 | Sacramento | 15 | 0  | 3.1 | .455 | .200 | .500 | .5  | .1  | .1  | .1  | .9  |
| Total   | Total      | 15 | 0  | 3.1 | .455 | .200 | .500 | .5  | .1  | .1  | .1  | .9  |